# Covernation
Covernation foi um programa da MTV Brasil, apresentado por Marcos Mion, onde a intenção era promover um duelo entre duas bandas cover. O programa foi transmitido entre março de 2005 até março de 2007, com duas temporadas na grade regular e uma (a última) na programação de verão da MTV, na qual bandas famosas se apresentavam como covers ao invés das bandas cover profissionais das edições regulares.

## "Personagens"
- Marcos Mion - o apresentador.
- Mionzinho - um estagiário da MTV, Victor Coelho, que por sua semelhança com Mion passou a imitá-lo no programa para entrar no "espírito cover". Tem acompanhado Mion na televisão desde então.[2]
- Jurados - três pessoas que dão votos nas provas. Geralmente são covers, mas às vezes vão famosos (principalmente VJs e cantores).
- Tiozão Ambervision - um "tiozão" de óculos escuros Ambervision, que um dia Mion avistou na platéia - e se tornou parte fixa do programa. É mais conhecido por sua performance no quadro "Quiz".
- Groupies - mulheres que ficam dentro de uma jaula. Tem participação em provas como "Touchdown" (o cantor tem de correr até seu grupo, com as groupies no caminho, carregando uma bola de futebol americano a tempo de poder começar a parte vocal) e "Carinho das fãs" (o que tratar melhor a groupie ganha pontos).
- Pablo - usado na prova do "Qual é a Música", é paródia do dublador do programa dos anos 70, interpretado pelo próprio Mion.

## Provas
As bandas ganham pontos em provas em que os jurados decidem quem foi melhor. Estas provas variam de programa a programa, mas as sempre presentes são:
- Catchthevideomothafucka: toca-se um clipe da banda, e ora desliga-se e o som - e o cover tem de cobrir.
- Quiz: Mion, vestido como um membro da banda, faz uma pergunta à mesma. É precedido por uma sirene.
- Qual é a Música - igual ao antigo programa, a banda ouve algumas notas de uma versão de uma música ao piano, e tenta adivinhar. A resposta vem com um vídeo de "Pablo" dublando a música.
- Crossroads - inspirado no filme A Encruzilhada (1986), cujo clímax apresenta um duelo de guitarras entre Ralph Macchio e Steve Vai. Após decidir um instrumento no dado (vocal, guitarra, baixo, bateria, teclado - caso haja - ou coringa - onde Mion decide que instrumento será utilizado, ainda que o apresentador costumasse influenciar no resultado quando as duas bandas possuíssem instrumentistas renomados no mesmo instrumento), os dois instrumentistas "duelam". É sempre a prova de encerramento, e vale mais pontos.

Outras provas recorrentes incluem:
- Condições Adversas: performances musicais em situações atípicas como cantar com uma paçoca na boca.
- Put Your Hands In The Air: as bandas precisam demonstrar sua interação com a platéia.
- Insulto: os cantores se ofendem mutuamente.
- Agradecimento: as duas bandas recebem prêmios paródicos (como "Melhor Cover de Eddie Vedder" para os Stone Temple Pilots) e agradecem-os.
- Riff: os guitarristas tocam riffs pedidos pelo Tiozão.
- Pra Gringo Vê: Uma prova que ocorre entre bandas cover nacionais onde ele tem que cantar um hit da banda em inglês.
- Invertendo os Papéis: Cada banda deve tocar uma música da banda coverizada pelos adversários (seguindo uma revista de cifras mostrada aos componentes por alguns segundos).
- Touchdown: Enquanto a banda toca a introdução da música, o vocalista da banda recebe uma bola de futebol americano e as "groupies" se jogam em cima do vocalista. O mesmo tem que superar a marcação e chegar ao microfone para cantar.